# Satoru Akahori
Satoru Akahori (あかほり さとる o 赤堀 悟 Akahori Satoru?) nació el 8 de marzo de 1965. Es un novelista, mangaka y conductor de radio japonés. Se hizo conocido por sus obras Saber Marionette, Sakura Wars y Sorcerer Hunters. Todas sus series han sido adaptadas al manga y series de televisión.

## Trabajos
1. Saber Marionette (todas las series y el manga con Yumisuke Kotoyoshi)
2. MAZE:Bakunetsu Jikuu (versión manga con Rei Omishi)
3. Sorcerer Hunters (versión manga con Rei Omishi)
4. Sakura Wars (versión manga con Oji Hiroi)
5. NG Knight Lamune & 40
6. Bakuen Campus Guardress (con Kazushi Hagiwara)
7. Kashimashi ~Girl Meets Girl~ (versión manga con Katsura Yukimaru)
8. Abenobashi Magical Shopping District
9. Mouse
10. Dragon Ball Z (guion del anime con Akira Toriyama)
11. Martian Succesor Nadesico
12. Master of Mosquiton
13. Samurai Pizza Cats
14. Shulato
15. Los Caballeros del Mundo Mon